# Tipula amara
Tipula amara är en tvåvingeart som beskrevs av Alexander 1951. Tipula amara ingår i släktet Tipula och familjen storharkrankar.
Artens utbredningsområde är Peru. Inga underarter finns listade i Catalogue of Life.